# Martina Majerle
Martina Majerle, född 2 maj 1980 i Rijeka, Kroatien, är en kroatisk sångerska. 
Tillsammans med stråkkvartetten Quartissimo tävlade hon i Eurovision Song Contest 2009 och representerade Slovenien med bidraget Love Symphony. Bidraget slutade på sextonde plats i sin semifinal och tog sig därmed inte till final.
Majerle har tidigare deltagit i Eurovision som bakgrundssångerska åt Claudia Beni (Kroatien 2003), Alenka Gotar (Slovenien 2007) och Stefan Filipović (Montenegro 2008).